# João Leonardo
São João Leonardo (em italiano Giovanni Leonardi; Borgo a Mozzano, cerca de 1541 – Roma, 9 de outubro de 1609) foi o fundador da Ordem dos Clérigos Regulares da Mãe de Deus, conhecidos por Leonardinos, e promotor do Colégio Missionário de Propaganda Fide. Foi proclamado santo pelo Papa Pio XI em 1938. 

## Biografia
Nasceu por volta de 1541 em uma família de fazendeiros ricos da aldeia de Diecimo, hoje, no município de Borgo a Mozzano, na província de Lucca. Trabalhou durante alguns anos como farmacêutico, mas em torno de 1568, decidiu dedicar-se ao estudo da teologia e, em 22 de dezembro de 1572, foi ordenado sacerdote.
A 1 de setembro de 1574 funda na igreja de Santa Maria della Rosa, em Lucca, a congregação dos padres reformados da Santíssima Virgem, dedicados ao apostolado e à formação do clero. Elaborou para eles a Constitutiones Clericorum regularum Matris Dei confirmadas em 13 de Outubro de 1595. Mais tarde, em 3 de Novembro de 1621, congregação foi elevada à ordem religiosa pelo Papa Gregório XV, assumindo o nome actual da Ordem dos Clérigos Regulares da Mãe de Deus.
Dedicou-se ao voluntariado para a assistência aos idosos abandonados e aos peregrinos.
Em 1596 o Papa Clemente VIII nomeia-o "visitador apostólico" e comissário, com um mandato para a Reforma Protestante, de acordo com os cânones do Concílio de Trento.
Com o padre valenciano Joan Baptista Vives i Marjà deu origem a Roma para um movimento missionário que, após sua morte, levou à criação do Colégio Missionário de Propaganda Fide (em 1624, Universidade Urbaniana) e à construção da Sagrada Congregação para a Propagação da Fé (1627).
Morreu em Roma em 1608 e seu corpo foi transferido em 1662 para a Igreja de Santa Maria in Portico, em Campitelli, sua igreja titular. Em 25 de abril 1951 foi erguida a Igreja de São João Leonardi, na praça dos Cisnes, em Roma.
Foi declarado venerável pelo papa Clemente XI, em 1701, e foi beatificado em 10 de novembro de 1861 por Pio IX. Será depois Bento XVI que o proclama santo e padroeiro de todos os farmacêuticos, com o dia de 9 de outubro para o festejar.